# Домарен
Домарен (фр. Domarin) — коммуна во Франции, находится в регионе Рона — Альпы. Департамент коммуны — Изер. Входит в состав кантона Бургуен-Жалье-Сюд. Округ коммуны — Ла-Тур-дю-Пен.
Код INSEE коммуны — 38149. Население коммуны на 1999 год составляло 1428 человек. Населённый пункт находится на высоте от 231 до 450 метров над уровнем моря. Муниципалитет расположен на расстоянии около 430 км юго-восточнее Парижа, 37 км юго-восточнее Лиона, 60 км северо-западнее Гренобля. Мэр коммуны — Jean-Pierre Augustin, мандат действует на протяжении 2001—2008 гг.
Динамика населения (INSEE ):